# Фареник Сергій Анатолійович
Сергій Анатолійович Фареник (23 лютого 1960, с. Володарка, Київська область, Українська РСР, СРСР) — український дипломат. Надзвичайний і Повноважний Посол України, доктор філософських наук.

## Біографія
Народився 23 лютого 1960 року в селі Володарка на Київщині. 
Закінчив філософський факультет Київського державного університету ім. Т. Г. Шевченка (1987).
Закінчив аспірантуру Інституту філософії НАН України (1990), Доктор філософських наук (2003)
З 1989 по 1990 — на викладацькій роботі в Київському державному університеті ім. Т. Г. Шевченка
З 1990 по 1994 — експерт, заступник голови представництва фірми «Alpha Baumanagement»
З 1994 по 1997 — голова правління підприємства з іноземними інвестиціями «Saf-Inmed»; працював у сферах житлового, транспортного та промислового будівництва й нафтогазової галузі в регіонах Центральної Азії, Близького Сходу та Індії.
З 1997 по 1998 — радник Прем'єр-міністра України.
З 1998 — президент корпорації «УкрАзіяБуд», яка за повідомленнями ЗМІ була причетна до афери з незакінченим будівництвом "Дніпровських веж" у Києві.
З 1998 по 1999 — член Ради підприємців при Прем'єр-міністрі України
З 1999 по 2002 — доцент кафедри філософії та методології державного управління Української академії державного управління при Президентові України.
З 16.08.2000 — радник Прем'єр-міністра України.
З 2002 по 2003 — голова Ради директорів консорціуму «Українська індустрія».
З 28.11.2003 по 
26.07.2005 — Надзвичайний та Повноважний Посол України в Німеччині.
Згодом виїхав на Росію,  де працює викладачем у виші.

## Наукові праці
- автор та упорядник більш як 30 наукових праць. з монографій «Управління нафтовими ресурсами та паливно-енергетичний комплекс України. Теорія та практика управління», «Логіка та методологія наукових досліджень», «Управління соціальними процесами, розвиток та перетворення соціальних моделей».